# Raveniola chinensis
Raveniola chinensis är en spindelart som först beskrevs av Kulczynski 1901.  Raveniola chinensis ingår i släktet Raveniola och familjen Nemesiidae. Inga underarter finns listade i Catalogue of Life.